# Косминский, Алексей Петрович
Алексей Петрович Косминский (1860, Варшава — 1936, Москва) — российский историк, директор мужских гимназий в Варшаве, действительный статский советник.

## Биография
Родился в семье священника. Жена Аврелия Эмильевна, четверо детей, в т. ч. Любовь умерла в 1920 году и Евгений (1886 г. р. Историк- медиевист, автор 2-х томника «История Средних Веков», академик АН СССР с 1946 года). Сын Петр 1888 г. р. - российский биолог, генетик, директор Пятигорской шелководческой станции. Похоронен в г. Целле в 1945 г. Германия.
Окончил Варшавский университет (1887).
В Варшаве преподаватель в 1-й женской гимназии (1888), русской истории в Александринско-Мариинском институте благородных девиц (1895), инспектор 1-й прогимназии, статский советник (1899), директор 4-й мужской гимназии (1902—1910), инспектор Варшавского учебного округа (1906).
Действительный статский советник (1908), член Варшавского педагогического общества, правления Русского благотворительного общества в Варшаве, комитета пансиона для дочерей офицеров Варшавского военного округа и Общества вспомоществования нуждающимся ученикам ДУ, заведующий учительской семинарией и 3-й женской гимназией (1909), одновременно директор 6-й мужской гимназии (1910), эвакуирован в Москву (1915).
Награждён орденами Святого Станислава 3-й, 2-й и 1-й (1914) степени, святой Анны 3-й и 2-й (1896) степени, святого Владимира 3-й степени (1901).
В 1917—1918 годах член Поместного собора Православной российской церкви по избранию как мирянин от Варшавской епархии, участвовал во всех трёх сессиях, член XIII отдела.
В 1920 году овдовел; вторая жена — Мария Михайловна.
В начале 1920-х годов работал в Московском отделе народного образования, жил в 1-м Зачатьевском переулке, дом 10/40.
Похоронен на 3-м участке Новодевичьего кладбища в Москве.
Цитировался в БСЭ.

## Сочинения
- Письмо к Я. Л. Барскову // НИОР РГБ. Ф. 16. К. 3. Ед. хр. 23.
- Первый Афинский союз. Варшава, 1887.
- Статья // Журнал Министерства народного просвещения. 1907. Т. 10. С. 218–221.
- Русская история. СПб., 1907.
- К вопросу о значении экспериментальной педагогики. Варшава, 1909.
- Средняя школа в Германии по отзывам немецких педагогов и публицистов. Варшава, 1909.
- [Рец.] Ernst Meumann. Vorlesungen zur Einführung in die experimentelle Pädagogik und ihre psychologischen Grundlagen. Leipzig 1907 // Журнал Министерства народного просвещения. 1909. № 1.
- [Рец.] Сб. Императорского русского исторического общества. Т. 128. СПб., 1908 // Журнал Министерства народного просвещения. 1910. № 4.
- Маннгеймская система обучения. Варшава, 1911.
- Дело об измене архиепископа Могилёвского Варлаама. Варшава, 1914.
- Ученическая трудовая дружина на летних работах // Журнал Министерства народного просвещения. 1917. № 3–5.
- Как обучать орфографии и как исправлять ошибки. М., 1930 (3-е изд.).